# Tamaricaceae
Tamaricaceae је фамилија дикотиледоних биљака из реда Caryophyllales. Обухвата 5 родова са око 100 врста.
Фамилија је природно распрострањења у умереним и суптропским областима Старог света, а поједини представници су космополитски проширени као хортикултурне врсте. Представници ове фамилије насељавају слана и/или сува станишта у пустињама, степама, на пешчаним плажама или речним обалама.

## Систематика
Фамилија је у Кронквистовом систему сврставана у ред Violales, али је савремени системи класификације (APG I, APG II, APG III) сврставају у ред Caryophyllales. Фамилија обухвата два трибуса са следећим родовима:

род 
род 

род 
род 
род 